# Claude Janiak

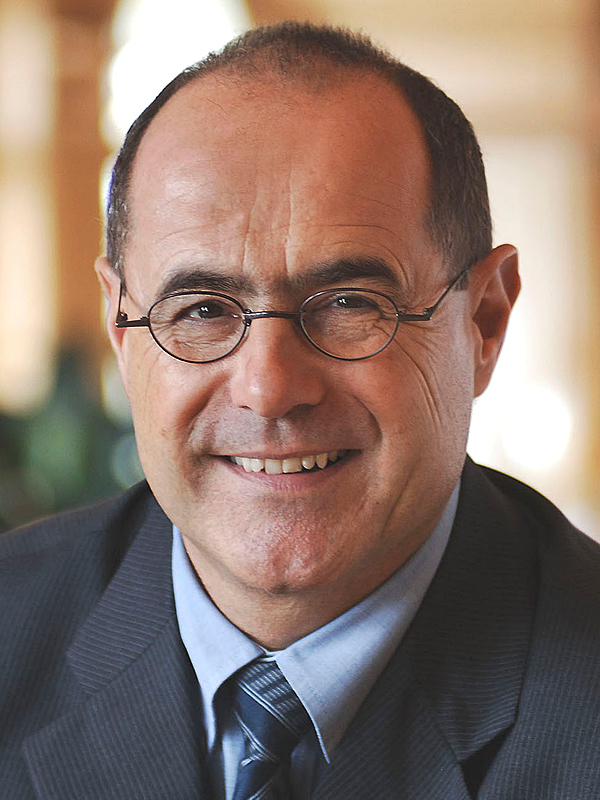
Claude Janiak

Claude Janiak (sinh ngày 30 tháng 10 năm 1948) là một chính khách người Thụy Sĩ gốc Ba Lan, luật sư và Chủ tịch Hội đồng Quốc gia Thụy Sĩ cho nhiệm kỳ 2005/2006. Thành viên của Đảng Dân chủ Xã hội (SPS), ông được bầu vào Hội đồng Quốc gia năm 1999 tại bang Basel-Land và tái đắc cử năm 2003. Năm 2007, ông được bầu vào Hội đồng Nhà nước Thụy Sĩ.
Ông học luật tại Đại học Basel (1967–1971) và ở Luân Đôn. Năm 1975, ông hoàn thành bằng tiến sĩ.  Ông là luật sư tại Binningen từ năm 1978. Từ năm 1991, ông là thành viên hội đồng quản trị của ngân hàng bang của Basel-Land (Basellandschaftliche Kantonalbank).
Ông là thành viên của quốc hội bang Basel-Landschaft (1981–1987 và 1994–1999, chủ tịch 1998/1999), của quốc hội thành phố Binningen (1988–1995), và của giám đốc điều hành Bubendorf (1976).
Sinh ra tại Basel của cha người Ba Lan và mẹ là người Thụy Sĩ, ông chỉ có quốc tịch Thụy Sĩ vào năm 1956 (ông cũng là công dân Ba Lan kể từ khi sinh ra). Ngày nay, ông là công dân của Basel và Binningen.
Ông là chủ tịch đồng tính công khai đầu tiên của Hội đồng quốc gia Thụy Sĩ và sống trong một quan hệ bạn đời đã đăng ký.